# Де-Руст (ПАР)
Де-Руст (англ. De Rust) — населений пункт при в'їзді до Карру в муніципальному районі Еден, Західна Капська провінція, ПАР. Де-Руст розташований біля підніжжя гір Свартберґ.
| Прапор ПАР | Це незавершена стаття про Південно-Африканську Республіку. Ви можете допомогти проєкту, виправивши або дописавши її. |

33°28′ пд. ш. 22°31′ сх. д. / 33.467° пд. ш. 22.517° сх. д.